# Nur Yazar
Nur Yazar (* 7. Januar 1982 in Istanbul) ist eine türkische Schauspielerin.

## Leben und Karriere
Yazar wurde am 7. Januar 1982 in Istanbul geboren. Sie studierte an der Universität Ankara. Ihr Debüt gab sie 2005 in der Fernsehserie Aşka Sürgün. Anschließend war sie 2007 in Yeni Evli zu sehen. Zwischen 2016 und 2017 wurde sie für die Serie Aşk ve Mavi gecastet.
Außerdem spielte Yazar 2019 in Sevdim Seni Bir Kere mit. 2021 setzte sie ihre Karriere in Elkızı fort. Unter anderem wirkte sie 2022 in Tozluyaka mit. Von 2022 bis 2024 bekam Yazar in der Serie Safir eine Hauptrolle.

## Filmografie
Serien
- 2005–2006: Aşka Sürgün
- 2007–2008: Yeni Evli
- 2016–2018: Aşk ve Mavi
- 2019: Sevdim Seni Bir Kere
- 2021: Elkızı
- 2022: Tozluyaka
- 2023–2024: Safir